# Новокузнецк (футбольный клуб)
«Новокузнецк» —  любительский футбольный клуб из одноименного города. 
Четырехкратный победитель зональных турниров второго дивизиона первенства России  (1999, 2000, 2002, 2012). Четырехкратный победитель зонального турнира первенства России среди КФК (2013, 2017, 2018, 2019). Трехкратный обладатель Кубка Сибири (2017, 2018, 2019). Самый титулованный футбольный клуб Кузбасса за всю историю чемпионатов России.

## История

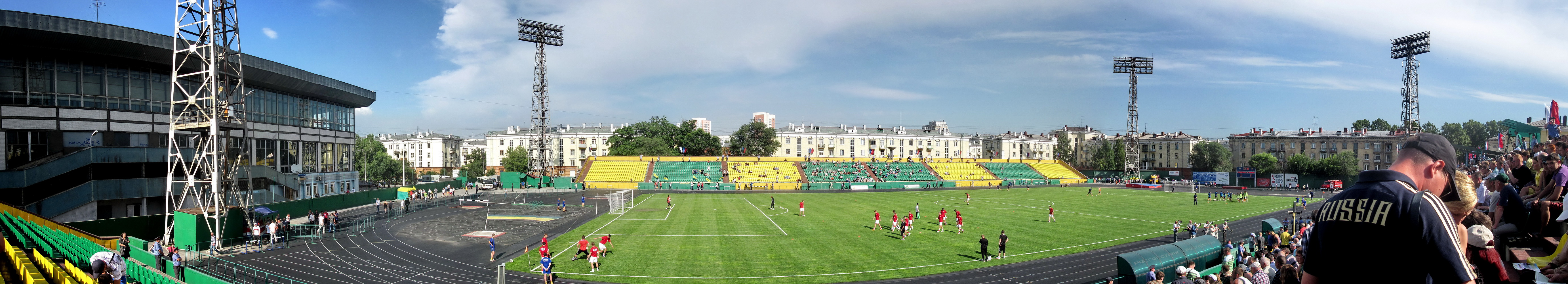
Стадион «Металлург» — домашний стадион ФК «Металлург»

### Ранний период

Эмблема до 2013 года

Футбол появился в Кузнецке в первой половине 1920-х годов, но особого распространения тогда не получил. Все изменилось со строительством Кузнецкого металлургического комбината. В город стало приезжать много молодых, энергичных людей, одной из форм организации досуга которых и стал футбол. В ту пору ни экипировки, ни мячей не было — играли на полянах, используя вместо мяча бычьи пузыри и консервные банки. Довольно быстро футбол завоевал популярность в городе. В 1932 году пришёл первый успех — в чемпионате Западно-Сибирского края сборная Новокузнецка заняла 2-е место. В том составе играли такие футболисты как Н. Сулименко, А. Алексеев, М. Костюк, В. Грузиков, А. Гуров. 
С созданием первых любительских команд возникла необходимость в проведении городских соревнований и турниров. Первый чемпионат города состоялся в 1935 году. Участие в нем приняло 4 команды, а победителем стал «Металлург Востока».
Начиная с 1936 года, команды из Новокузнецка стали встречаться в товарищеских матчах с командами из других городов и даже областей. В 1937 году в гости к новокузнечанам приехала команда из Магнитогорска, которая провела две игры. Одну из них гости выиграли 3:0, другую — проиграли с таким же счетом сборной города.

### Расцвет футбола в Новокузнецке
Официальной датой рождения футбола в Новокузнецке считается 1946 год. На базе Кузнецкого металлургического комбината было принято решение о создании в городе команды под названием «Металлург». В том же году горожане приняли участие в чемпионате страны в классе Б.

В 1961 году «Металлург» преподнес сенсацию в розыгрыше Кубка страны. Этот результат не сумел повторить ни один другой состав кузбасского коллектива. 
«61-й год и кубковые игры всколыхнули футбольную общественность очень сильно. Интерес к матчам в городе был огромнейший, трибуны были полные, все крыши домов были заполнены людьми» — Владимир Ерёмин, ветеран новокузнецкого футбола
Тогда «Металлург», тренируемый Александром Зининым вышел в 1/8 финала турнира, обыграв двух представителей класса «А» — алма-атинский «Кайрат» и ташкентский «Пахтакор», и получив право в столице сыграть с московским «Локомотивом», которому проиграли.
Высшее достижение «Металлурга-Кузбасса» в чемпионатах страны датировалось 1969 годом. Тогда новокузнечане, руководимые Борисом Угловым заняли второе место в первенстве страны среди команд класса «Б».
В 1970-е годы клуб играл на первенство области. В 1972 году команды мастеров в городе не стало, закрылся на ремонт главный стадион города «Металлург».

### Новая эпоха
Новый виток развития футбола в Новокузнецке начался в 1980 году, когда после некоторого перерыва вновь была создана команда мастеров. Коллектив, укомплектованный местными молодыми перспективными футболистами, представлял юг Кузбасса на всесоюзных соревнованиях. Наметившийся прогресс в «Металлурге» поспособствовал тому, что Новокузнецк забронировал за собой статус крепкой команды второй лиги.
Выступление в чемпионатах России новокузнецкий «Металлург» начал с 1992 года. Команда дебютировала в реорганизованном турнире сразу с первой лиги. Для того, чтобы продолжить выступление в 1 лиге, в 1993 году командам в своих зонах (Запад и Восток) нужно было занять место не ниже 5. Все остальные отправлялись в реорганизованную 2 лигу. «Металлург» занял 11 место и на 9 лет отправился во вторую лигу.
В 1999 году была предпринята первая попытка выйти в первый дивизион. Опередив на одно очко хабаровский «СКА», новокузнечане заняли на «Востоке» первое место. В стыковых матчах с победителем зоны «Урал» «Металлург-Запсиб» решить поставленную задачу не смог. В 2000 году «Металлург-Запсиб» хотя и не обошелся без временного спада, результатом которой стала тренерская рокировка (Владислава Соснова заменил Борис Лавров), снова финишировал первым. В стыковых матчах предстояло сыграть с «Нефтехимиком». Вслед за поражением на выезде 0:2 последовал проигрыш дома — 1:2. следующем сезоне стыковые матчи были отменены. Вынужденный играть в начале чемпионата без травмированного Станислава Чаплыгина, а по ходу второго круга и без нескольких лидеров команды, также получивших повреждения, клуб стал вторым, пропустив вперед Хабаровск.
В 2002 году «Металлург-Запсиб» добился повышения в классе. В первом круге из-за череды травм на матчи нередко заявлялось всего 15 футболистов. Но ни этот факт, ни крупное поражение от «Тюмени» (0:3), не помешали подопечным Сергея Кулинича, проводившего первый полноценный сезон в качестве главного тренера команды, выйти в первый дивизион.

### Первый дивизион
По итогам первого круга «Металлург-Кузбасс», который в межсезонье возглавил Владимир Пузанов, стал главным открытием сезона. Новокузнечане после 18 туров занимали 4 место. В середине сезона Пузанов с формулировкой «по семейным обстоятельствам» ушёл в отставку. Исполняющим обязанности до конца сезона был назначен Сергей Кулинич. В итоге «Металлург-Кузбасс» финишировал на 13 месте, последние матчи проводил под началом Александра Ивченко (назначен главным тренером 06.10.2003).
Перед началом сезона 2004 была поставлена задача занять место в десятке. Однако старт в чемпионате оказался неудачным. После 9 туров новокузнечане, ни одержав ни одной победы, оказались на последнем месте. Ивченко покинул «Металлург-Кузбасс» «по собственному желанию», а у руля команды снова встал Сергей Кулинич, который смог сохранить место в дивизионе. Решающей в этом вопросе стала победа в последнем туре над «Черноморцем». В начале чемпионата-2005 команда, не одержав в первых 8 турах ни одной победы, получила нового главного тренера — Александра Аверьянова, который не смог спасти новокузнечан от понижения в классе.
В 2006 году главным тренером был привлечен Вячеслав Мельников. «Металлург-Кузбасс» уступил в первенстве иркутской «Звезде», но со второго места вернулся в 1 дивизион, а Мельников был признан лучшим тренером зоны «Восток».
Первый матч сезона 2007 года в Ярославле завершился крупным поражением «Металлурга-Кузбасса». Травма капитана команды Николая Кильдишева стала началом череды повреждений футболистов команды. После крупного поражения на выезде от СКА, Мельников ушёл в отставку. Исполняющим обязанности был назначен его помощник — Валерий Золин. В следующих семи турах новокузнечане уступили лишь однажды (в гостях «Тереку»), а до завершения чемпионата оказываются обыгранными и лидеры сезона — «КАМАЗ» и «Шинник», что позволило «Металлургу-Кузбассу» сохранить прописку в дивизионе.
В сезоне 2008 года новокузнечане снова вернулись во второй дивизион. Последние два сезона команда под руководством Александра Кишиневского неудачно выступала в восточной зоне второго дивизиона. Сезон 2010 начался не очень удачно, до пятого тура команда сыграла все игры вничью, в пятом туре одержали свою первую победу в сезоне, обыграв «Радиан-Байкал» 3:1. Команда не потерпела ни одного поражения до 16 тура, когда подопечные А. Кишиневского уступили «Чите» на выезде 4:3. Практически весь сезон команда сохраняла хорошие шансы на попадание в тройку лучших, но в третьем круге теряла очки в играх не с самыми сильными командами, а после поражения от кемеровского «Кузбасса» ушёл в отставку Кишиневский. По итогам сезона «Металлург-Кузбасс» занял только 6 место. Лучшим бомбардиром команды и зоны «Восток» стал Валентин Егунов, забивший 19 мячей.
В межсезонье городские власти приняли решение отправить в отставку руководство клуба. Новым директором «Металлурга-Кузбасса» стал Дмитрий Владимирович Кочадзе, спортивным директором — Юрий Анатольевич Багрий. Новым главным тренером команды назначен Владимир Валентинович Федотов, под руководством которого была скомплектована новая команда.
Сезон 2012/13 «Металлург-Кузбасс» провел в ФНЛ. В течение нескольких стартовых туров команда шла в середине турнирной таблицы. Затем результаты ухудшились, и в концовке чемпионата новокузнечане боролись за выживание. Задачу по сохранению прописки в ФНЛ футболисты выполнили, заняв 15 место среди 17 клубов и опередив «Химки» и «Волгарь».

### Кризис
Заявиться в ФНЛ на сезон 2013/14 новокузнецкий клуб не смог — помешали финансовые проблемы, которые привели к значительным изменениям в составе и тренерском штабе. Главным тренером стал Константин Дзуцев, который до этого ассистировал Владимиру Федотову. Команда была вынуждена пойти на значительное понижение в классе и под названием ФК «Кузбасс» выступала в высшей лиге Первенства России среди любительских футбольных коллективов в зоне «Сибирь». Этот турнир новокузнечане уверенно выиграли, показав стопроцентный результат — 33 очка в 11 матчах при разнице забитых и пропущенных мячей 24:2.
В январе 2014 года в клубе появился новый президент — Владимир Березовский. Были достигнуты договоренности о погашении задолженностей, оставшихся с прошлых сезонов. Главными итогами этой работы стали принятие новокузнецкого клуба в число членов ПФЛ и разрешение выступать в Первенстве ПФЛ и Кубке страны. В эти турниры команда заявилась под именем «Металлург». Новокузнечане под руководством Дзуцева в сезоне 2014/15 финишировали в тройке призеров зоны «Восток», завоевав бронзовые медали. Полузащитник «Металлурга» Антон Киселев был признан лучшим игроком первенства и стал главным его бомбардиром.
Летом 2015 года клуб получил название «Новокузнецк», с образованием нового юридического лица. Перед сезоном 2015/16 Дзуцев перебрался в «Байкал», и его место занял Андрей Арефин. В октябре 2015 года специалист ушёл в отставку из-за неудовлетворительных результатов, после чего его пост временно занимал Валентин Егунов. В декабре главным тренером был назначен экс-наставник «Енисея» Алексей Ивахов, который надеялся на прогресс клуба. Однако на этой должности он проработал всего три недели — в январе 2016 года «Новокузнецк» снялся с первенства ПФЛ в связи с финансовыми проблемами.

### Современность
В 2016 году «Новокузнецк» заявился в Первенство России среди любительских клубов — III дивизион, зона «Сибирь». Клуб стал трёхкратным победителем чемпионата и Кубка Сибири в сезонах 2017, 2018 и 2019 годов.
В связи с реконструкцией стадиона «Металлург» в 2021 году клуб не участвовал в III дивизионе, но выступал в областных соревнованиях. В 2022 году «Новокузнецк» участвовал в чемпионате Кузбасса, в котором занял 4-е место. В 2023 году — участник первенства зоны «Сибирь» III дивизиона и Кубка Сибири.

## Названия
- 1937—1938, 1949, 1957—1961 — «Металлург» (Сталинск)
- 1946 — «Металлург Востока» (Сталинск)
- 1965—1971, 1982—1994, 1998—2000, 2014—2015 — «Металлург»
- 1980—1981 — «Запсибовец»
- 1995—1997, 2001—2002 — «Металлург-Запсиб»
- 2003—2013 — «Металлург-Кузбасс»
- 2013 — «Кузбасс»
- с 2015 — «Новокузнецк»

## Статистика выступлений в первенстве СССР
| Первенство СССР | Первенство СССР    | Первенство СССР      | Первенство СССР | Первенство СССР | Первенство СССР | Первенство СССР | Первенство СССР | Первенство СССР | Первенство СССР | Кубок СССР                      |  |
| Сезон           | Лига/дивизион      | Зона                 | Уровень         | Место           | И               | В               | Н               | П               | Мячи            | Кубок СССР                      |  |
| --------------- | ------------------ | -------------------- | --------------- | --------------- | --------------- | --------------- | --------------- | --------------- | --------------- | ------------------------------- |  |
| 1937            | —                  | —                    | —               | —               | —               | —               | —               | —               | —               | 1/64 финала                     |  |
| 1938            | —                  | —                    | —               | —               | —               | —               | —               | —               | —               | 5-я (новосибирская) зона, финал |  |
| 1949            | Вторая группа      | 2-я зона РСФСР       | 2               | 7 из 14         | 26              | 12              | 3               | 11              | 51‑52           | II зона РСФСР, 1/4 финала       |  |
|                 |                    |                      | 2               |                 |                 |                 |                 |                 |                 |                                 |  |
| 1957            | Класс Б            | Дальневосточная зона | 2               | 10 из 12        | 22              | 4               | 7               | 11              | 28‑40           | 1/8 финала                      |  |
| 1958            | Класс Б            | 6-я зона             | 2               | 11 из 14        | 26              | 8               | 7               | 11              | 28‑31           | Зона 6, 1/4 финала              |  |
| 1959            | Класс Б            | 7-я зона             | 2               | 7 из 14         | 26              | 10              | 6               | 10              | 33‑35           | Зона 7, 1/4 финала              |  |
| 1960            | Класс Б            | 5-я зона РСФСР       | 2               | 8 из 14         | 26              | 8               | 8               | 10              | 30‑30           | Зона 7, 1/4 финала              |  |
| 1961            | Класс Б            | 6-я зона РСФСР       | 2               | 12 из 13        | 24              | 5               | 5               | 14              | 28‑49           | 1/8 финала                      |  |
| 1962            | Класс Б            | 5-я зона РСФСР       | 2               | 15 из 15        | 28              | 2               | 9               | 17              | 22‑69           | Зона 5 РСФСР, 1/8 финала        |  |
|                 | Класс Б            |                      |                 |                 |                 |                 |                 |                 |                 |                                 |  |
| 1965            | Класс Б            | 6-я зона РСФСР       | 3               | 18 из 19        | 36              | 6               | 9               | 21              | 30-72           | Зона 6 РСФСР, 1/16 финала       |  |
| 1966            | Класс Б            | 6-я зона РСФСР       | 3               | 7 из 16         | 30              | 9               | 15              | 6               | 26-25           | Зона 6 РСФСР, 1/8 финала        |  |
| 1967            | Класс Б            | 6-я зона РСФСР       | 3               | 7 из 18         | 34              | 12              | 14              | 8               | 35-29           | Зона 6 РСФСР, 1/4 финала        |  |
| 1968            | Класс Б            | 6-я зона РСФСР       | 3               | 5 из 17         | 32              | 16              | 10              | 6               | 31-17           | —                               |  |
| 1969            | Класс Б            | 6-я зона РСФСР       | 3               | из 20           | 38              | 22              | 12              | 4               | 55-20           | —                               |  |
| 1969            | Класс Б            | Полуфинал VI         | 3               | 4 из 4          | 3               | 0               | 0               | 3               | 2-9             | —                               |  |
| 1970            | Класс Б            | 4-я зона РСФСР       | 3               | 4 из 17         | 32              | 11              | 15              | 6               | 34-18           | —                               |  |
| 1971            | Вторая лига        | 6-я зона             | 3               | 17 из 20        | 38              | 7               | 14              | 17              | 30-54           | —                               |  |
|                 | Вторая лига        |                      | 3               |                 |                 |                 |                 |                 |                 | —                               |  |
| 1980            | Вторая лига        | 4-я зона             | 3               | 11 из 12        | 44              | 12              | 10              | 22              | 42-77           | —                               |  |
| 1981            | Вторая лига        | 4-я зона             | 3               | 10 из 17        | 32              | 13              | 6               | 13              | 40-40           | —                               |  |
| 1982            | Вторая лига        | 4-я зона             | 3               | 10 из 15        | 28              | 10              | 5               | 13              | 47-49           | —                               |  |
| 1983            | Вторая лига        | 4-я зона             | 3               | 6 из 14         | 26              | 13              | 2               | 11              | 40-36           | —                               |  |
| 1984            | Вторая лига        | 4-я зона             | 3               | 12 из 14        | 26              | 8               | 6               | 12              | 37-49           | —                               |  |
| 1985            | Вторая лига        | 4-я зона             | 3               | 5 из 14         | 26              | 13              | 4               | 9               | 46-33           | —                               |  |
| 1986            | Вторая лига        | 4-я зона             | 3               | 8 из 14         | 26              | 10              | 3               | 13              | 32-39           | —                               |  |
| 1987            | Вторая лига        | 4-я зона             | 3               | из 15           | 28              | 15              | 5               | 8               | 42-27           | —                               |  |
| 1988            | Вторая лига        | 4-я зона             | 3               | из 16           | 30              | 13              | 9               | 8               | 38-30           | 1/64 финала                     |  |
| 1989            | Вторая лига        | 4-я зона             | 3               | 9 из 19         | 36              | 15              | 10              | 11              | 57-44           | 1/64 финала                     |  |
| 1990            | Вторая низшая лига | 10-я зона            | 4               | 8 из 15         | 28              | 11              | 8               | 9               | 27-26           | —                               |  |
| 1991            | Вторая низшая лига | 10-я зона            | 4               | 5 из 18         | 34              | 19              | 6               | 9               | 51-34           | —                               |  |

## Статистика выступлений в первенстве и кубках России
| Первенство России | Первенство России       | Первенство России      | Первенство России | Первенство России | Первенство России | Первенство России | Первенство России | Первенство России | Первенство России | Кубок России | Прим.                                                           |
| Сезон | Лига/дивизион (уровень) | Зона                   | Уровень           | Место             | И                 | В                 | Н                 | П                 | Мячи              | Кубок России | Прим.                                                           |
| --- | ----------------------- | ---------------------- | ----------------- | ----------------- | ----------------- | ----------------- | ----------------- | ----------------- | ----------------- | ------------ | --------------------------------------------------------------- |
| 1992 | Первая лига             | Восток                 | Д-2               | 9 из 16           | 30                | 12                | 3                 | 15                | 35-40             | 1/128 финала |                                                                 |
| 1993 | Первая лига             | Восток                 | Д-2               | 11 из 16          | 30                | 11                | 3                 | 16                | 35-54             | 1/64 финала  | ▼ Вылет во Вторую лигу                                          |
| 1994 | Вторая лига             | Сибирь                 | Д-3               | 7 из 12           | 22                | 7                 | 7                 | 8                 | 29-28             | 1/128 финала |                                                                 |
| 1995 | Вторая лига             | Восток                 | Д-3               | 4 из 18           | 34                | 21                | 3                 | 10                | 77-37             | 1/128 финала |                                                                 |
| 1996 | Вторая лига             | Восток                 | Д-3               | 4 из 16           | 30                | 17                | 5                 | 8                 | 56-34             | 1/128 финала |                                                                 |
| 1997 | Вторая лига             | Восток                 | Д-3               | 13 из 18          | 34                | 11                | 9                 | 14                | 55-46             | 1/64 финала  |                                                                 |
| 1998 | Второй дивизион         | Восток                 | Д-3               | 5 из 16           | 30                | 15                | 6                 | 9                 | 44-32             | 1/64 финала  |                                                                 |
| 1999 | Второй дивизион         | Восток                 | Д-3               | из 16             | 30                | 20                | 5                 | 5                 | 63-28             | 1/64 финала  |                                                                 |
| 1999 | Второй дивизион         | Плей-офф               | Д-3               | 2 из 2            | 2                 | 1                 | 0                 | 1                 | 3‑4               | 1/64 финала  | Поражение от «Носты» (победителя зоны «Урал»)                   |
| 2000 | Второй дивизион         | Восток                 | Д-3               | из 13             | 24                | 17                | 4                 | 3                 | 42-15             | 1/128 финала |                                                                 |
| 2000 | Второй дивизион         | Плей-офф               | Д-3               | 2 из 2            | 2                 | 0                 | 0                 | 2                 | 1‑4               | 1/128 финала | Поражение от «Нефтехимика» (победителя зоны «Урал»)             |
| 2001 | Второй дивизион         | Восток                 | Д-3               | из 15             | 28                | 16                | 8                 | 4                 | 39-17             | 1/256 финала |                                                                 |
| 2002 | Второй дивизион         | Восток                 | Д-3               | из 16             | 30                | 23                | 5                 | 2                 | 78-24             | 1/64 финала  | Выход в Первый дивизион                                         |
| 2003 | Первый дивизион         | Первый дивизион        | Д-2               | 13 из 22          | 42                | 14                | 12                | 16                | 42-47             | 1/32 финала  |                                                                 |
| 2004 | Первый дивизион         | Первый дивизион        | Д-2               | 16 из 22          | 42                | 14                | 10                | 18                | 53-53             | 1/32 финала  |                                                                 |
| 2005 | Первый дивизион         | Первый дивизион        | Д-2               | 18 из 22          | 42                | 10                | 15                | 17                | 48-61             | 1/16 финала  | Вылет во Второй дивизион                                        |
| 2006 | Второй дивизион         | Восток                 | Д-3               | из 13             | 36                | 25                | 7                 | 4                 | 79-22             | 1/32 финала  | Выход в Первый дивизион (занял одну из освободившихся вакансий) |
| 2007 | Первый дивизион         | Первый дивизион        | Д-2               | 16 из 22          | 42                | 15                | 8                 | 19                | 53-70             | 1/16 финала  |                                                                 |
| 2008 | Первый дивизион         | Первый дивизион        | Д-2               | 16 из 22          | 42                | 14                | 15                | 13                | 44-42             | 1/32 финала  | Вылет во Второй дивизион                                        |
| 2009 | Второй дивизион         | Восток                 | Д-3               | 4 из 10           | 27                | 14                | 8                 | 5                 | 52-32             | 1/128 финала |                                                                 |
| 2010 | Второй дивизион         | Восток                 | Д-3               | 6 из 11           | 30                | 11                | 14                | 5                 | 49-29             | 1/128 финала |                                                                 |
| 2011/12 | Второй дивизион         | Восток                 | Д-3               | из 13             | 36                | 24                | 6                 | 6                 | 64-24             | 1/16 финала  |                                                                 |
| 2012/13 | Первенство ФНЛ          | Первенство ФНЛ         | Д-2               | 15 из 17          | 32                | 8                 | 6                 | 18                | 19-40             | 1/32 финала  | Отказ от места в ФНЛ. Потеря проф. статуса                      |
| 2013 | III дивизион            | Сибирь                 | Д-4 (люб.)        | из 12             | 11                | 11                | 0                 | 0                 | 24‑2              | —            | Переход в Первенство ПФЛ                                        |
| 2014/15 | Второй дивизион         | Восток                 | Д-3               | из 9              | 24                | 11                | 10                | 3                 | 38-19             | 1/64 финала  |                                                                 |
| 2015/16 | Второй дивизион         | Восток                 | Д-3               | 9 из 9            | 24                | 5                 | 5                 | 14                | 24-48             | 1/64 финала  | Снялся после второго круга. Потеря проф. статуса                |
| 2016 | III дивизион            | Сибирь                 | Д-4 (люб.)        | 5 из 12           | 22                | 9                 | 5                 | 8                 | 27-31             | —            |                                                                 |
| 2017 | III дивизион            | Сибирь                 | Д-4 (люб.)        | из 10             | 18                | 15                | 3                 | 0                 | 58-12             | —            |                                                                 |
| 2018 | III дивизион            | Сибирь                 | Д-4 (люб.)        | из 8              | 14                | 10                | 4                 | 0                 | 32-8              | 1/128 финала |                                                                 |
| 2019 | III дивизион            | Сибирь                 | Д-4 (люб.)        | из 12             | 22                | 18                | 1                 | 3                 | 58-13             | —            |                                                                 |
| 2020 | III дивизион            | Сибирь, группа «Запад» | Д-4 (люб.)        | 4 из 8            | 5                 | 2                 | 1                 | 2                 | 9-8               | —            |                                                                 |
| 2023 | III дивизион            | Сибирь                 | Д-4 (люб.)        | 4 из 13           | 24                | 13                | 6                 | 5                 | 42-23             | —            |                                                                 |
| |                         |                        |                   |                   |                   |                   |                   |                   |                   |              |                                                                 |
| Вторая команда клуба в 2000—2002 годах принимала участие в Первенстве КФК (Д-4; в 2002 году ещё и в Кубке России среди КФК/ЛФК, зона «Сибирь»): в 2000 году — «Локомотив-Металлург» (в 1999 году в Первенстве КФК играла команда «Локомотив»), в 2001 году — «Металлург-2», в 2002 году — «Металлург-Запсиб-2» (снялась по ходу турнира). Команда СШ «Металлург» также участвовала в Кубке России среди ЛФК в 2010, 2011 годах |                         |                        |                   |                   |                   |                   |                   |                   |                   |              |                                                                 |
| Примечания 1. 2. 3. 4. 5. 6. |                         |                        |                   |                   |                   |                   |                   |                   |                   |              |                                                                 |

## Достижения
Вторая лига СССР / класс «Б»
- Серебряный призёр 6-й зоны РСФСР (1969)
- Бронзовый призёр 4-й зоны (1987, 1988)

Первенство ПФЛ / II дивизион России
- Победитель зоны «Восток» (1999, 2000, 2002, 2011/12)
- Серебряный призёр зоны «Восток» (2001, 2006)
- Бронзовый призёр зоны «Восток» (2014/15)

Первенство России среди ЛФК / III дивизион
- Победитель зоны «Сибирь»: 2013, 2017, 2018, 2019